# 安德森 (埃托瓦縣)
安德森（英語：Anderson）是一個位於美國阿拉巴馬州埃托瓦縣的非建制地區。該地的面積和人口皆未知。

## 地理
安德森的座標為34°04′16″N 85°55′17″W / 34.07111°N 85.92138°W，而該地最高點為海拔高度172米（即564英尺）。